# 염화 크로뮴(III)
삼염화 크로뮴은 염화 크로뮴(III) 또는 크로뮴 클로라이드라고도 하며 화학식 CrCl3・xH2O 로 나타날 수 있는 화합물이다. 여기서 x 는 0, 5, 6 일 수 있다. 삼염화 크로뮴의 무수물은 보라색 고체이다. 삼염화물의 가장 일반적인 형태는 짙은 녹색의 육수화물 CrCl3・6H2O이다. 삼염화 크로뮴은 촉매 및 양모 염료의 전구체로 사용된다.

## 구조
무수 삼염화 크로뮴은 염화 이트륨의 구조와 거의 똑같으며 다른 층에 양이온이 없으면 인접한 층 사이의 결합이 약해지기 때문에 삼염화 크로뮴 결정은 층 사이의 평면을 따라 쉽게 쪼개 져서 삼염화 크로뮴은 얇은 조각의 형상을 가지고 있다.

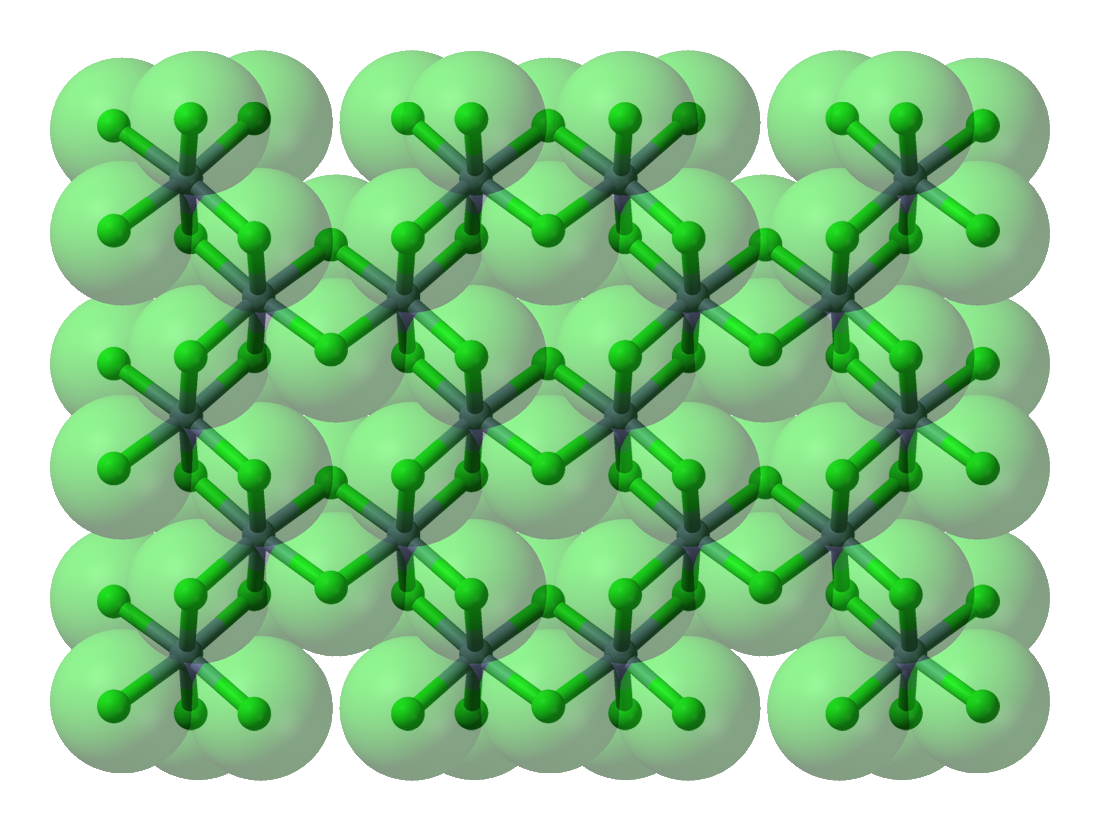
CrCl3 의 결정 구조에서 염화물 이온의 입방 밀착 패킹의 공간 채우기 모델
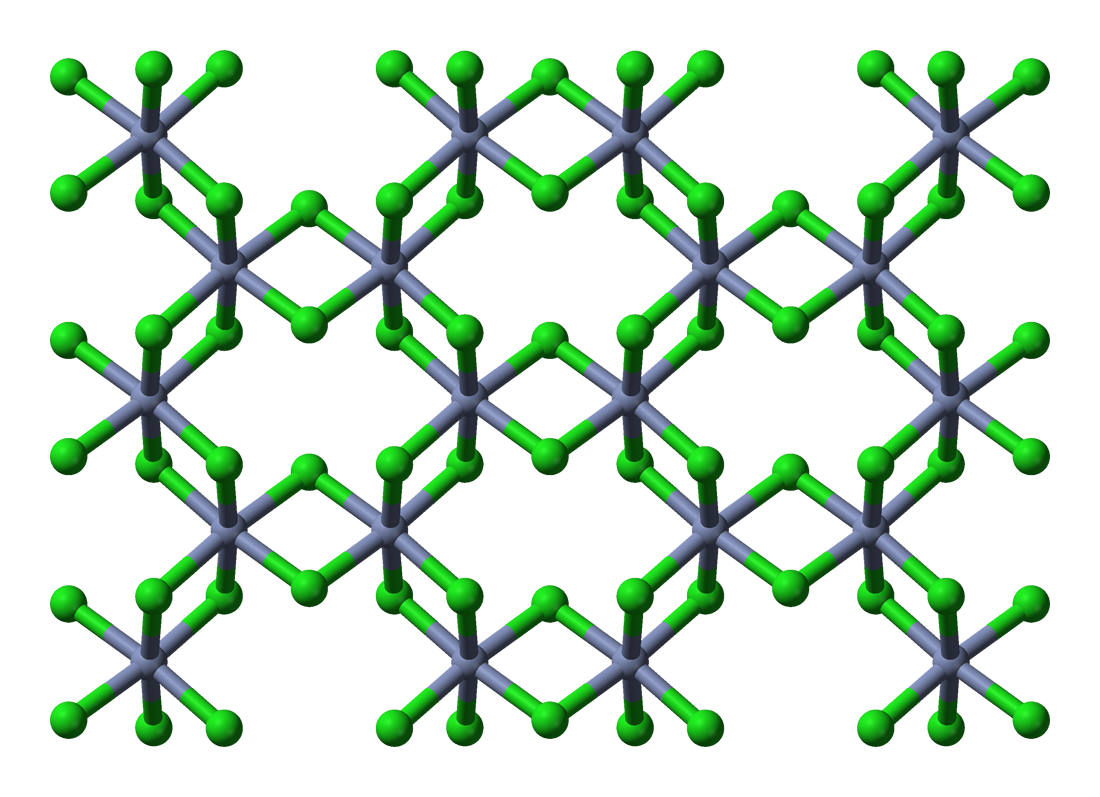
레이어 일부의 볼 앤 스틱 모델
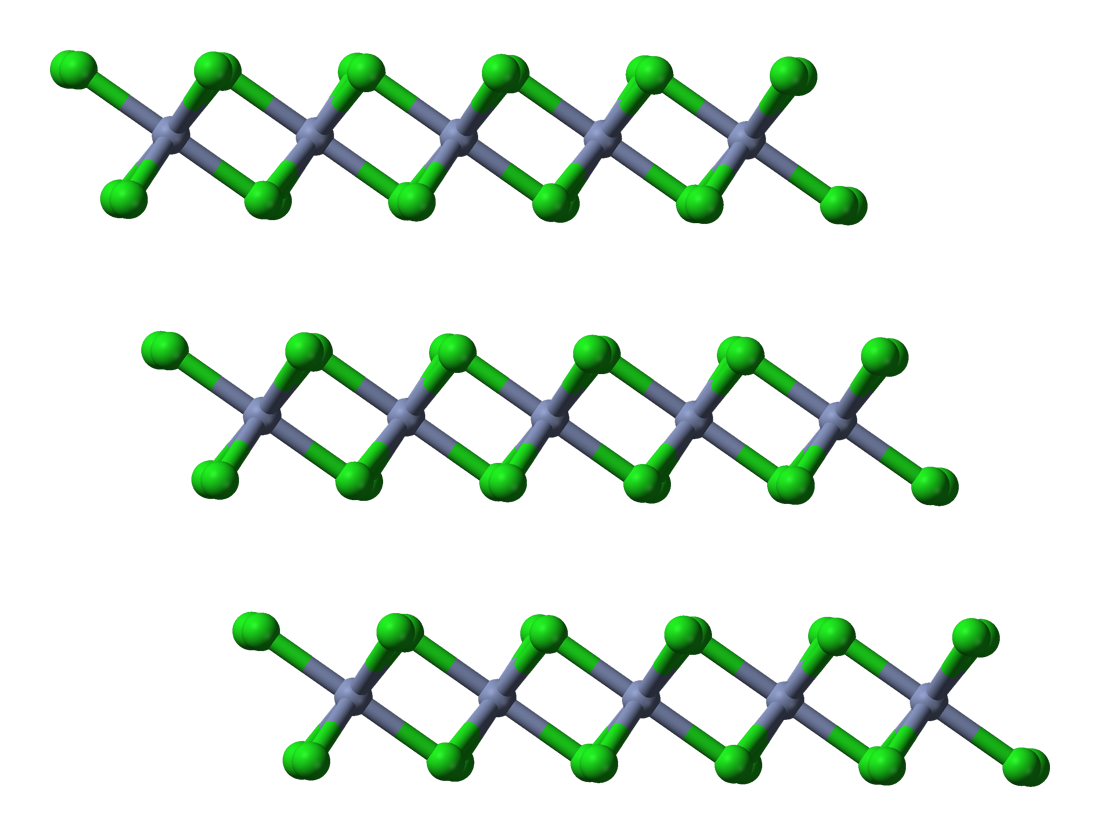
레이어 쌓기

### 삼염화 크로뮴 수화물
삼염화 크로뮴은 배위되는 염화물 음이온의 수와 결정화 수의 측면에서 다른 여러 가지 화학적 형태 (이성질체)로 존재하는 다소 특이한 특성을 나타낸다. 다른 형태는 고체와 수용액 모두에 존재한다. [CrCl3−n (H2O)n ]z +의 형태로 여러 구성원이 알려져 있다. 주요 수화물은 [CrCl2(H2O)4 ] Cl • 2(H2O)이다. 그리고 옅은 녹색 [CrCl (H2O) 5 ] Cl2 • (H2O)과 보라색 [Cr (H2O) 6 ] Cl 3이 있다. 다른 크로뮴(III) 화합물에서도 유사한 동작이 발생한다.

## 만들기
무수 삼염화 크로뮴은 염소와 크로뮴의 결합으로 만들 수 있다.
2Cr + 3 Cl 2 → 2 CrCl 3

## 반응
느린 반응 속도는 크로뮴 (III) 복합체에서 일반적이다. Cr 3+ 이온의 낮은 반응성은 결정 장 이론을 사용하여 설명 할 수 있다.

## 주의
크롬(+3) 화합물은 독성이 있다.

## 추가 자료
- Handbook of Chemistry and Physics, 71st edition, CRC Press, Ann Arbor, Michigan, 1990.
- The Merck Index, 7th edition, Merck & Co, Rahway, New Jersey, USA, 1960.
- J. March, Advanced Organic Chemistry, 4th ed., p. 723, Wiley, New York, 1992.
- K. Takai, Handbook of Reagents for Organic Synthesis, Volume 1 : Reagents, Auxiliaries and Catalysts for CC Bond Formation, (RM Coates, SE Denmark, eds.), pp. 206–211, Wiley, New York, 1999.